# نيكولاس أشتون
نيكولاس أشتون (8 أكتوبر 1904 - 17 يوليو 1986) (بالإنجليزية: Nicholas Ashton)‏ هو لاعب كريكت بريطاني (وحمل سابقاً جنسية المملكة المتحدة لبريطانيا العظمى وأيرلندا).

## وصلات خارجية
- نيكولاس أشتون على موقع إي آس بي آن كريك إنفو (الإنجليزية)